# Qualea trichanthera
Qualea trichanthera är en tvåhjärtbladig växtart som beskrevs av Richard Spruce och Johannes Eugen ius Bülow Warming. Qualea trichanthera ingår i släktet Qualea och familjen Vochysiaceae. Inga underarter finns listade i Catalogue of Life.